# Seishin-chūō (métro municipal de Kobe)
Seishin-chūō (西神中央駅, Seishin-chūō-eki) est une station du métro municipal de Kobe localisée dans l'arrondissement Nishi de Kobe, dans la préfecture de Hyōgo. Elle est exploitée par le Bureau des transports municipaux de Kobe.

## Situation sur le réseau

Plan du métro.

Établie en surface, Seishin-chūō marque le terminus ouest de la  ligne Seishin-Yamate (verte) du métro municipal de Kobe.
Elle dispose d'un quai central et d'un quai latéral encadrant les trois voies de la ligne.

## Histoire
La station Seishin-chūō est mise en service le 18 mars 1987, lorsque le Bureau des transports municipaux de Kobe ouvre le prolongement de la ligne Seishin-Yamate de Gakuentoshi à Seishin-chūō.

## Services aux voyageurs

### Accès et accueil
La station dispose d'un accès. Elle est équipée d'escaliers, d'escaliers mécaniques et d'ascenseurs permettant d’accéder aux quais. La station est accessible aux personnes à la mobilité réduite.

### Desserte
La station Seishin-chūō est desservie par les rames de la ligne Seishin-Yamate.
Le quai 1 est pour les trains de départ et est généralement retourné sur les quais 2 et 3. L'entrée au dépôt se fera sur les plates-formes 2 et 3.
| N° de voie | Ligne          | Direction                      |
| ---------- | -------------- | ------------------------------ |
| 1・2・3    | Seishin-Yamate | Sannomiya・Shin-Kobe・Tanigami |

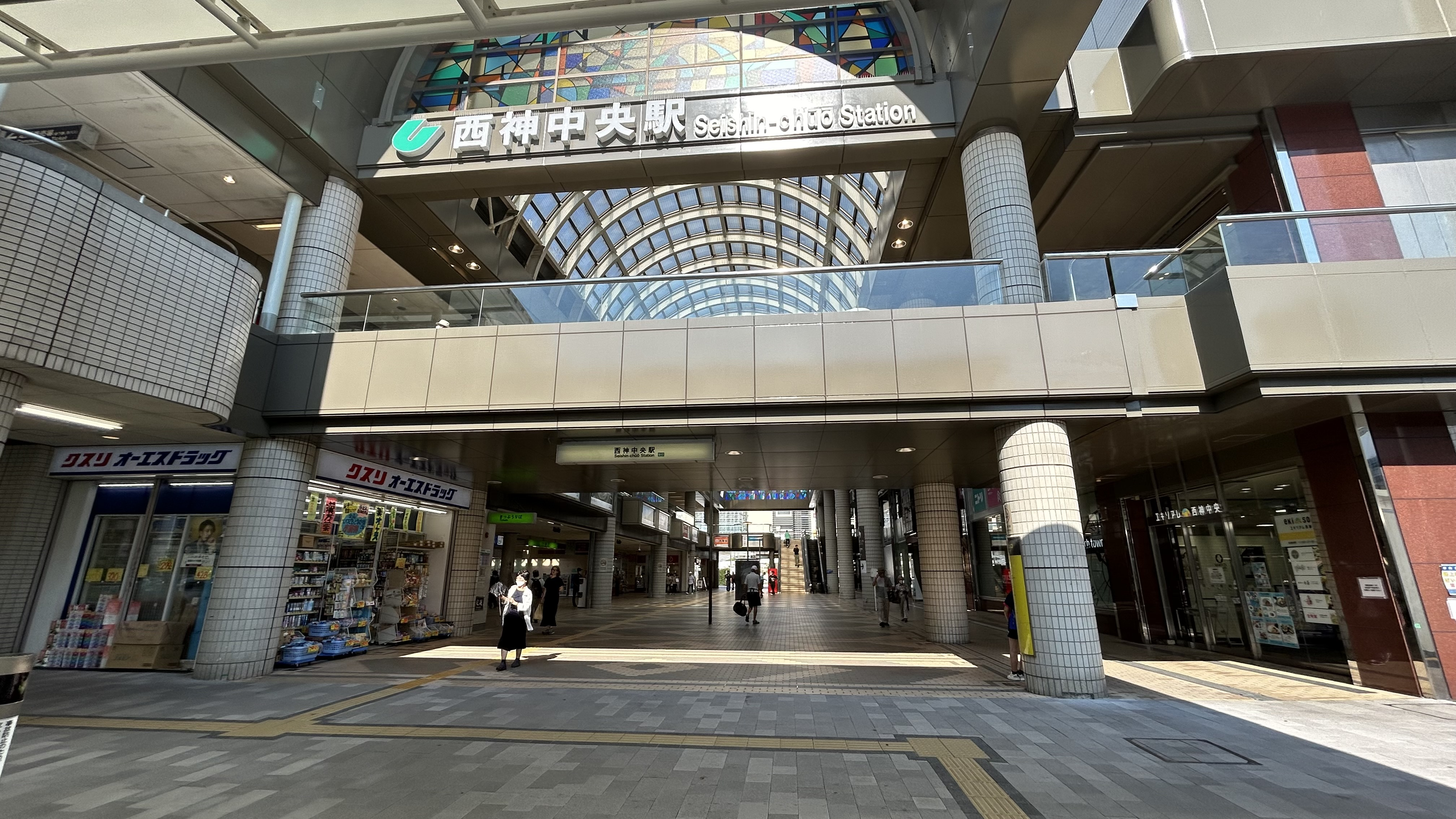
Sortie ouest
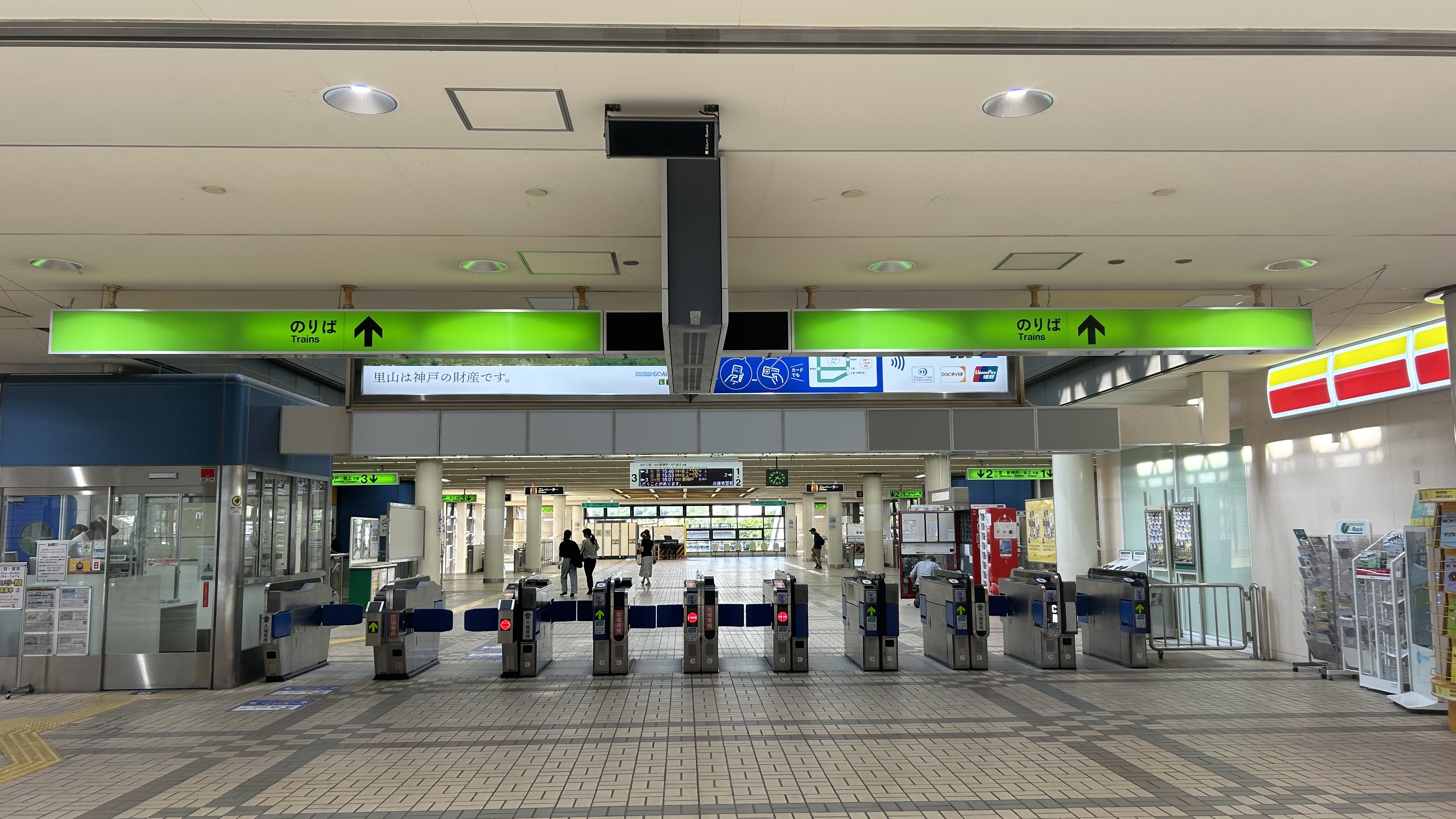
Un guichet
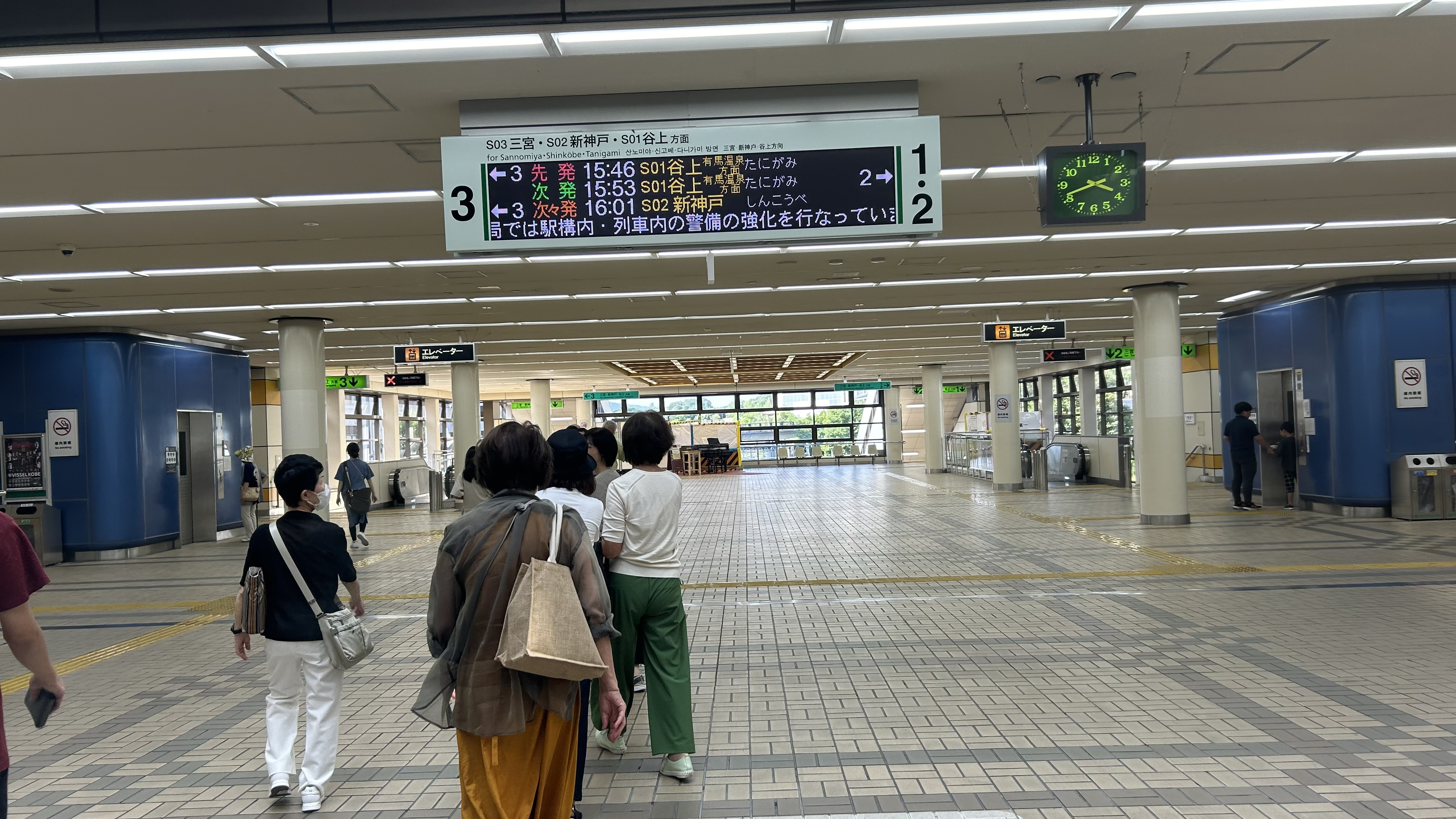
À l'intérieur de la porte d'embarquement
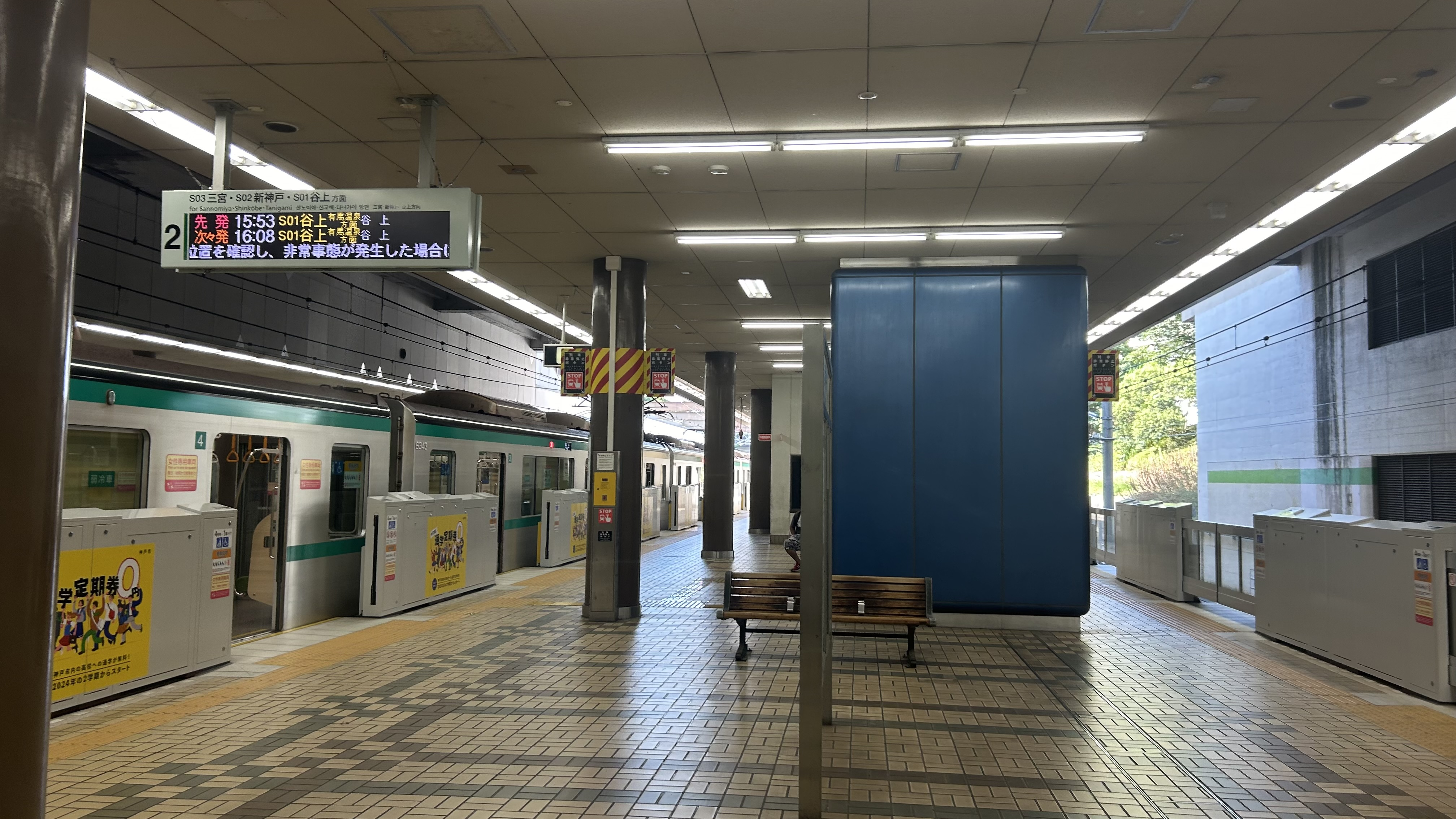
Plate-forme

### Intermodalité
Des bus urbains de la ville de Kobe desservent cette station.